# Lucidity
«Lucidity» — дебютний студійний альбом голландського симфо-метал-гурту Delain. Реліз відбувся 4 вересня 2006 року.

## Список композицій
| #   | Назва                           | Автор слів          | Автор музики           | Тривалість |
| --- | ------------------------------- | ------------------- | ---------------------- | ---------- |
| 1.  | «Sever»                         | Мартейн Вестерхольт | Westerholt             | 4:53       |
| 2.  | «Frozen»                        | Шарлотта Весселс    | Westerholt             | 4:43       |
| 3.  | «Silhouette Of A Dancer»        | Wessels             | Westerholt, Jan Yrlund | 5:25       |
| 4.  | «No Compliance»                 | Wessels             | Westerholt             | 5:10       |
| 5.  | «See Me In Shadow»              | Wessels             | Westerholt             | 4:41       |
| 6.  | «Shattered»                     | Wessels             | Westerholt             | 4:20       |
| 7.  | «The Gathering»                 | Guus Eikens         | Eikens                 | 3:35       |
| 8.  | «Daylight Lucidity»             | Wessels, Eikens     | Westerholt, Eikens     | 4:36       |
| 9.  | «Sleepwalkers Dream»            | Wessels             | Westerholt             | 4:27       |
| 10. | «A Day For Ghosts»              | Westerholt          | Westerholt             | 3:37       |
| 11. | «Pristine»                      | Rein Doze           | Westerholt             | 4:31       |
| 12. | «(Deep) Frozen» (бонусний трек) | Wessels             | Westerholt             | 4:46       |

| Японське видання (бонусні треки) | Японське видання (бонусні треки)    | Японське видання (бонусні треки) |
| #                                | Назва                               | Тривалість                       |
| -------------------------------- | ----------------------------------- | -------------------------------- |
| 13.                              | «Silhouette of a Dancer» (acoustic) | 3:23                             |

| Видання для США (бонусні треки) | Видання для США (бонусні треки)         | Видання для США (бонусні треки) |
| #                               | Назва                                   | Тривалість                      |
| ------------------------------- | --------------------------------------- | ------------------------------- |
| 13.                             | «Frozen» (acoustic)                     | 4:27                            |
| 14.                             | «Silhouette Of A Dancer» (acoustic)     | 3:21                            |
| 15.                             | «See Me In Shadow» (acoustic)           | 3:36                            |
| 16.                             | «No Compliance» (Charlotte only vocals) | 5:09                            |

| Видання 10-річної річниці (CD 1) — бонусні треки | Видання 10-річної річниці (CD 1) — бонусні треки | Видання 10-річної річниці (CD 1) — бонусні треки |
| #                                                | Назва                                            | Тривалість                                       |
| ------------------------------------------------ | ------------------------------------------------ | ------------------------------------------------ |
| 13.                                              | «Silhouette Of A Dancer» (Live)                  | 5:50                                             |
| 14.                                              | «Shattered» (Live)                               | 4:24                                             |
| 15.                                              | «Pristine» (Live)                                | 5:11                                             |
| 16.                                              | «Medley» (Instrumental)                          | 3:27                                             |

| Видання 10-річної річниці (CD 2) — інструментал | Видання 10-річної річниці (CD 2) — інструментал | Видання 10-річної річниці (CD 2) — інструментал |
| #                                               | Назва                                           | Тривалість                                      |
| ----------------------------------------------- | ----------------------------------------------- | ----------------------------------------------- |
| 1.                                              | «Sever»                                         | 4:53                                            |
| 2.                                              | «Frozen»                                        | 4:43                                            |
| 3.                                              | «Silhouette Of A Dancer»                        | 5:25                                            |
| 4.                                              | «No Compliance»                                 | 5:10                                            |
| 5.                                              | «See Me In Shadow»                              | 4:41                                            |
| 6.                                              | «Shattered»                                     | 4:20                                            |
| 7.                                              | «The Gathering»                                 | 3:35                                            |
| 8.                                              | «Daylight Lucidity»                             | 4:36                                            |
| 9.                                              | «Sleepwalkers Dream»                            | 4:27                                            |
| 10.                                             | «A Day For Ghosts»                              | 3:37                                            |
| 11.                                             | «Pristine»                                      | 4:31                                            |

## Учасники запису
- Шарлотта Весселс — вокал (окрім треків 4, 10)
- Мартейн Вестерхольт — клавіші
- Марко Хаєтала — бас-гітара, вокал в треках 1, 4, 7, 8, 10
- Ад Слюейтер — гітара в треках 1, 2, 4, 9, 10
- Гюс Айкенс — гітара в треках 3, 6, 7, 8, 11, клавіші в треку 7, задній вокал в треках 1, 2, 7, 8, 10, 11
- Аріен ван Візенбік — ударні
- Розан ван дер Ей — задній вокал в треках 1, 2, 7, 8, 10, 11

Запрошені музиканти
- Шарон ден Адель — вокал в треку 4
- Лів Крістін — вокал в треку 5, 10
- Джордж Оусттоук — гроулінг в треках 3, 11, 12
- Ян Юрлунд — гітара в треках 1, 4, 5
- Олівер Філліпс — гітара в треках 4
- Руперт Гіллет — віолончель в треках 3, 4, 5

## Чарти
| Чарт (2006-07)     | Місце |
| ------------------ | ----- |
| Dutch Albums Chart | 43    |